# Copris szechouanicus
Copris szechouanicus là một loài bọ cánh cứng trong họ Bọ hung (Scarabaeidae).